# 藤村信子
藤村 信子（ふじむら のぶこ、本名・比護（ひご）信子、1965年（昭和40年）12月18日 - ）は、京都府亀岡市出身の元女子陸上競技選手、現教職員及び陸上競技指導者。大阪体育大学卒業。
マラソン種目の主な実績に、1994年広島アジア競技大会女子マラソン3位入賞・銅メダリスト、1997年世界陸上選手権アテネ大会女子マラソン・日本代表（10位）、1993年北海道マラソン・1996年東京国際女子マラソン各優勝など。

## 経歴
当初、京都府立南丹高等学校在学時まで短距離走専門の選手であった。1983年、同高校3年生時に名古屋インターハイ・女子400mで7位入賞。1984年4月、大阪体育大学に入学。同大学陸上部では中距離走・長距離走のランナーへと転向。尚当時の大学陸上部中・長距離走のコーチは、現・大体大教授でスポーツ解説者の豊岡示朗だった。
大学卒業後の1988年4月、かつて鈴木従道監督が率いたダイハツ工業に入社、女子陸上部に所属。当時同陸上部のチームメートには、1992年バルセロナオリンピック女子マラソン代表の小鴨由水（一時姓・松永）、1993年世界陸上シュトゥットガルト大会女子マラソン金メダル・アトランタオリンピック代表の浅利純子（現姓・高橋）、1993年パリマラソン・女子の部優勝の吉田光代（現姓・和田）等がいた。
1992年1月、大阪国際女子マラソンで初マラソンながら、当時の日本女子最高記録（2時間26分26秒）で優勝した小鴨由水が、同年8月開催のバルセロナオリンピック女子マラソンの日本代表へ選出された。しかし五輪本番の小鴨は、猛暑の影響と体調が万全で無かった事も有り、29位と完走がやっとだった。なお小鴨の応援で現地のレース終盤付近に居た藤村は、フラフラの状態ながら必死でゴールを目指す小鴨に「コガちゃん、頑張れ！」と思わず涙声でエールを送っていた。
社会人入りしてから5年後の1993年1月、藤村は大阪国際女子マラソンで初マラソンに挑戦、4位だった。同年8月の北海道マラソン・女子の部では、30度を超す猛暑の中レース前半から独走、終盤でペースが落ちたもののそのまま逃げ切って、フルマラソン初優勝を果たした。
1994年1月の大阪国際女子マラソンでは、当時の日本女子最高記録となる2時間26分09秒をマークしたが、優勝した安部友恵と同タイムながらもわずかに及ばず2位だった。この成績で同年10月の広島アジア競技大会女子マラソン代表となる。そのアジア大会本番レースでは、同女子マラソン代表だった安部が欠場を表明、日本女子は藤村ただ一人の出場となった。しかし藤村は中間点を過ぎた23Km付近、突然下痢に襲われるというアクシデントに見舞われる。その影響でレース後半大幅にペースダウンしながらも、なんとか銅メダルを獲得した。
1995年11月の東京国際女子マラソンで優勝し、後にアトランタオリンピック女子マラソン日本代表選出となったチームメートの浅利純子に続いて、藤村自身も1996年1月の大阪国際女子マラソンでアトランタ五輪代表入りを目指したが、30Km過ぎで先頭集団から脱落して8位と敗退、念願の五輪選出はならなかった。なお1996年7月に開催された、アトランタ五輪女子マラソンで金メダル獲得の最有力候補と言われた浅利は、レース前半に裸足で履いたシューズの靴擦れが悪化し、左の足裏が出血しながら走る羽目となり結局17位とよもやの惨敗に終わる。浅利の付き添いとして同行した藤村は、ゴール後血染めと成った左足のシューズを、浅利と共に見詰めながら号泣したという。
同年11月の東京国際女子マラソンでは、復活を賭けての出走となったが、途中アトランタ五輪女子マラソンで優勝・金メダリストのファツマ・ロバらを抜いて逆転、約3年ぶりのフルマラソン優勝となった。翌1997年8月の世界陸上選手権アテネ大会女子マラソン代表に選出される。その世界陸上女子マラソン本番レースでは10位に留まったが、女子マラソン団体戦では日本代表の優勝に貢献し、金メダルを獲得した。
1998年1月の大阪国際女子マラソンでは15位に終わり、これが藤村の現役選手として最後のフルマラソンとなる。翌1999年3月にダイハツを退社し、第一線から退いた。その後暫くは一市民マラソン選手として、名古屋国際女子マラソンや市民マラソン大会のゲストランナーとしての出走、また全国各地へランニング教室の講師としてのイベント活動などを行っていた。
2005年4月、藤村の母校である府立南丹高校・保健体育科の教員及び陸上部顧問に就任。その傍らで2006年から2010年まで5年間、毎年1月に京都で開催される全国都道府県対抗女子駅伝競走大会の、京都チームのコーチを務めていた（当時の監督は藤村と同じ南丹高校出身・ダイハツ所属の後輩だった、現立命館大学女子陸上部長距離コーチ・十倉みゆきが2007年～2010年の4年間担当。2011年からは早狩実紀が監督に就任）。
2015年4月、難波祐樹が南丹高校陸上部顧問・監督就任に伴い、比護は同校陸上部・部長へ転任。

## 主な記録（マラソンのみ）
| 1993年1月31日  | 大阪国際女子マラソン           | 2時間30分02秒 4位（初マラソン）                           |
| 1993年8月29日  | 北海道マラソン                 | 2時間33分10秒 初優勝                                      |
| 1994年1月30日  | 大阪国際女子マラソン           | 2時間26分09秒 2位（当時日本女子最高タイ記録、自己ベスト） |
| 1994年10月2日  | 広島アジア競技大会女子マラソン | 2時間37分03秒 3位（銅メダル獲得）                         |
| 1995年4月23日  | パリマラソン                   | 2時間35分09秒 3位                                         |
| 1996年1月28日  | 大阪国際女子マラソン           | 2時間30分04秒 8位                                         |
| 1996年4月15日  | ボストンマラソン               | 2時間29分24秒 3位                                         |
| 1996年11月17日 | 東京国際女子マラソン           | 2時間28分58秒 優勝（マラソン2度目の優勝）                 |
| 1997年8月9日   | 世界陸上アテネ大会女子マラソン | 2時間36分51秒 10位（団体戦で日本女子は金メダル獲得）      |
| 1998年1月25日  | 大阪国際女子マラソン           | 2時間35分20秒 15位（ダイハツ所属としては最後のマラソン）  |
| 1999年12月5日  | NAHAマラソン                   | 2時間57分44秒 2位                                         |
| 2000年3月12日  | 名古屋国際女子マラソン         | 3時間12分30秒 124位                                       |
| 2001年8月26日  | 北海道マラソン                 | 3時間06分39秒 25位                                        |
| 2002年11月17日 | 東京国際女子マラソン           | 2時間53分20秒 33位                                        |
| 2003年1月26日  | 大阪国際女子マラソン           | 途中棄権                                                  |

## 著書
- 『走れ、藤村』（長征社、1999/11、ISBN 978-4924929364）

## 関連書籍
- 『女性のためのマラソントレーニング－ビギナーからエリートまで』（豊岡示朗・著、出版芸術社、1995年/3月、ISBN 978-4882930969）
- 『カントク オリンピック女子マラソンランナーを育てた男たち』（奥田益也・著、家の光協会、1996/7月、ISBN 978-4259544980）